# Bjørn Kristensen
Bjørn Kristensen (Malling, 10 ottobre 1963) è un ex calciatore danese, di ruolo difensore.
Fra la fine degli anni ottanta e l'inizio degli anni novanta ha collezionato 20 presenze in nazionale.